# Bernd Blasius
Bernd Blasius (* 1965) ist ein deutscher Mathematiker. Er ist Professor für Mathematische Modellierung an der Universität Oldenburg.

## Werdegang
Bernd Blasius studierte von 1986 bis 1993 Mathematik an der TU Darmstadt. 1997 wurde er dort in Mathematik promoviert. Anschließend war er Post-Doc am Department of Life Science bei Lewi Stone an der Universität Tel Aviv. 2001 wurde er Leiter der Volkswagenstiftung Nachwuchsforschungsgruppe am Institut für Physik der Universität Potsdam. Drei Jahre später erhielt er eine Juniorprofessur in der Theoretischen Ökologie in Potsdam. 2007 wurde Blasius als Professor für Mathematische Modellierung an die Universität Oldenburg berufen und arbeitet dort im ICBM. Von 2015 bis 2017 war er Direktor des ICBM; davor und danach dessen Vize-Direktor.
Mit seiner interdisziplinären Arbeitsgruppe forscht Blasius an der Beschreibungen komplexer natürlicher Systeme und daran, wie diese in mathematischen Modellen dargestellt werden können. Damit möchte er Erkenntnisse über komplexe lebende Systeme und deren Organisation gewinnen. Aspekte aus der theoretischen Biologie, Ökologie, Biogeochemie und angewandter Mathematik sollen hier zusammenfließen. Dazu nutzt seine Arbeitsgruppe numerische Simulationen, Datenanalyse und Werkzeuge aus der nichtlinearen Dynamik und der statistischen Physik.